# Старотимкино
Староти́мкино (рос. Старотимкино, башк. Иҫке Тимкә) — присілок у складі Балтачевського району Башкортостану, Росія. Адміністративний центр Богдановської сільської ради.
Населення — 505 осіб (2010; 522 у 2002).
Національний склад:
- башкири — 62 %
- татари — 37 %